# قرار مجلس الأمن التابع للأمم المتحدة رقم 880
قرار مجلس الأمن التابع للأمم المتحدة رقم 880، المتخذ بالإجماع في 4 تشرين الثاني / نوفمبر 1993، بعد التذكير بالقرار 745 (1992) والقرارات الأخرى ذات الصلة بشأن كمبوديا، اهتم المجلس بسحب سلطة الأمم المتحدة الانتقالية في كمبوديا من البلد.
ورحب مجلس الأمن بالفترة الانتقالية التي تم خلالها إحلال السلام والاستقرار والمصالحة بقيادة نورودوم سيهانوك، ملك كمبوديا. تم الترحيب بالدستور المعتمد حديثًا، وتشكيل الحكومة وإتمام الانتخابات وفقًا لاتفاقيات باريس، مما سمح للمجلس بالإعلان عن تحقيق أهداف الاتفاقات.
ووجه التحية إلى الدول الأعضاء التي ساهمت بأفراد في سلطة الأمم المتحدة الانتقالية في كمبوديا بينما قُدمت التعازي لمن فقدوا رعاياهم. وشُدد على سرعة إيصال المساعدة الدولية من أجل الإصلاح والتعمير والتنمية في كمبوديا ونحو بناء السلام، وكذلك على الحاجة إلى ضمان سلامة أفراد السلطة الانتقالية في كمبوديا واستمرار إزالة الألغام.
ورحب القرار مرة أخرى بانضمام الملك نورودوم سيهانوك الذي لعب دورًا مهمًا في عملية السلام. كما رحب بتشكيل حكومة جديدة واحتفل بعمل السلطة الانتقالية لدورها في كمبوديا. وفي الوقت نفسه، تم حث الدول الأعضاء على احترام سيادة كمبوديا وسلامتها الإقليمية وحيادها وطالب بوقف جميع الهجمات التي يشنها فصيل الخمير ضد حكومة كمبوديا أو السلطة الانتقالية. وبالنظر إلى تاريخ كمبوديا، فقد تم التأكيد على احترام القانون الإنساني الدولي في البلاد، وطالب البلدان بتوفير الخبراء الفنيين والمعدات والمساهمات الطوعية.
وسيستمر انسحاب العنصر العسكري من سلطة الأمم المتحدة الانتقالية في كمبوديا بحلول 15 تشرين الثاني / نوفمبر 1993، على النحو المنصوص عليه في القرار 860 (1993)، مع تمديد تفويض وحدة إزالة الألغام والتدريب حتى 30 تشرين الثاني / نوفمبر 1993 والشرطة العسكرية والمكونات الطبية بحلول 31 كانون الأول / ديسمبر 1993.
ثم تم تشكيل فريق مكون من 20 مراقباً عسكرياً، يعرف باسم فريق الاتصال العسكري للأمم المتحدة لرصد الوضع في البلاد بعد انسحاب السلطة الانتقالية. ورحب باعتزام الأمين العام بطرس بطرس غالي تعيين شخص لتنسيق وجود الأمم المتحدة في كمبوديا، وكذلك اعتزامه تقديم تقرير عن الدروس المستفادة خلال مجمل عملية السلطة الانتقالية.

## روابط خارجية
- نص القرار في undocs.org